# 角海老宝石ボクシングジム

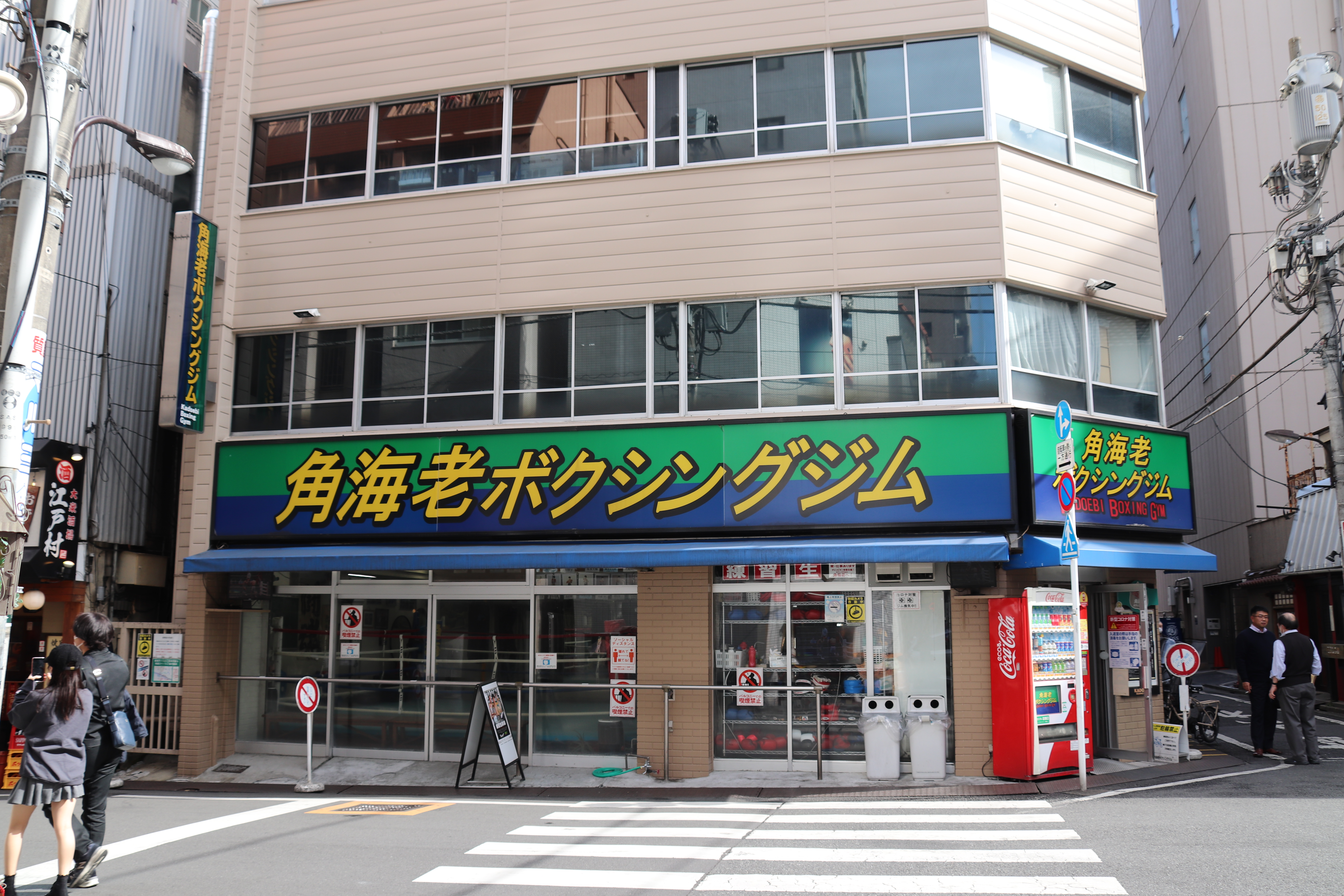
2022年3月

角海老宝石ボクシングジム（かどえびほうせきボクシングジム）は、東京都豊島区北大塚2-15-4に所在するプロボクシングのジムである。

## 概要
1977年、角海老グループ経営者の鈴木正雄が茨城にあった小島工芸ジム（現在は新小岩に移転）の一部選手・スタッフを受け入れて設立した。この後まもなく当時暁ジム会長だった田中敏朗を指導者として招聘し、1995年まで有望選手の指導を任せた。
現在では帝拳、ワタナベ、大橋、三迫と肩を並べ、年間興行数および練習生数は全国でもトップクラスとなっている。老舗のボクシングジムが興行力ではほぼ寡占状態の中、ワタナベと同様に新興の大手ジムとなった数少ない存在である。2024年10月時点でのジム出身世界王者は5人で、これは日本協会加盟ジムの男子世界王者としては帝拳、協栄、ワタナベに次ぎ、ヨネクラ（現在は閉鎖）、大橋と並ぶ4位タイの数字である。
ジムは地上1階に公式サイズとほぼ同様のリングとサンドバッグ数基、地下1階にもリングとサウナ、フィジカルトレーニングマシンを設備している。
鈴木眞吾が長らく会長を努めていたが、世代交代等を目的として、2025年1月に同ジム所属の元世界王者・小堀佑介が会長に就任した。
トレーナーとして、岡田博喜を育てた佐藤直樹、小國以載を世界に導いた阿部弘幸がいる。ここ最近では、新人トレーナーの奥村健太が細川バレンタインと二人三脚で日本スーパーライト級王者を獲得した。また、パキスタン出身のオリンピック銅メダリストであるフセイン・シャーなど多彩なトレーナー陣が在籍している。

## 選手

### ジム出身世界王者
- 小林光二（WBC世界フライ級王座）
- イーグル・デーン・ジュンラパン（イーグル京和から改名）（WBC世界ミニマム級王座）
- 小堀佑介（WBA世界ライト級王座）
- 小國以載（IBF世界スーパーバンタム級王座）
- 堤聖也（WBA世界バンタム級王座）

### 主な現役選手
チャンピオンクラス
- 小國以載（第40代OPBF東洋太平洋スーパーバンタム級王者・第38代日本スーパーバンタム級王者・元世界IBFスーパーバンタム級王者）
- 山内涼太（現WBOアジアパシフィックフライ級王者）
- 鈴木雅弘（第43代日本スーパーライト級王者）
- 橋詰将義（2014年全日本スーパーフライ級新人王、現OPBF東洋太平洋・WBOアジアパシフィックスーパーフライ級王者）
- 堤聖也（第75代日本バンタム級王者、現WBA世界バンタム級王者）

日本ランカー陣
- アオキクリスチャーノ（スーパーライト級日本ランカー）
- 中嶋憂輝（フライ級日本ランカー）
- 三瓶数馬（2013年全日本スーパーフェザー級新人王、初代日本スーパーフェザー級ユース王者、スーパーフェザー級日本ランカー）
- 富岡樹（初代日本ライト級ユース王者、ライト級日本ランカー）
- 中川兼玄（スーパーフェザー級日本ランカー、スーパーフェザー級東洋太平洋ランカー）
- 廣本彩刀（スーパーフライ級日本ランカー、廣本江瑠香の実兄）
- 中井龍（WBCアジアスーパーフェザー級王者、スーパーフェザー級日本ランカー）

### 引退した主な選手
- 倉持正（元日本ジュニアフライ級王者）
- 大和田正春（元日本ミドル級王者）
- 小林智昭（元日本バンタム級王者）
- 伊藤直樹（元OPBF東洋太平洋ジュニアウェルター級王者）
- 島村聡一（元日本バンタム級王者）
- 斉藤孝（元日本ライト級王者）
- 細野雄一（元日本ストロー級、元日本ジュニアフライ級王者）
- 小林宏（元日本フライ級王者）
- 江口九州男（元日本ストロー級王者）
- ビニー・マーチン（元日本ミドル級、元日本ジュニアミドル級王者）
- 坂本博之（元日本ライト級王者、元OPBF東洋太平洋ライト級王者）
- 前田宏行（元日本ライト級王者、元日本スーパーライト級王者、元日本ウェルター級王者、日本3階級制覇王者）
- 新井泰（元日本ジュニアフェザー級王者）
- 中村正彦（元OPBF東洋太平洋バンタム級王者）
- 阿部弘幸（元日本ミニマム級王者）
- 本望信人（元日本スーパーフェザー級、元OPBFスーパーフェザー級王者）
- 中島吉謙（元日本スーパーバンタム級王者）
- 榎洋之（元OPBF東洋太平洋フェザー級王者）
- 渡邉一久（元日本フェザー級王者）
- 高山樹延（元日本ウェルター級王者）
- 土屋修平（元日本ライト王者）
- 久保賢司（元RISEバンタム級王者、元NJKFフライ級王者）
- 関豪介（元フェザー級日本ランカー）
- 大内淳雅（元ライトフライ級日本ランカー）
- 奈須勇樹（元フライ級日本ランカー）
- 久永志則（元バンタム級日本ランカー）
- 杉崎由夜（元スーパーフェザー級日本ランカー）
- 緒方勇希（元フェザー級日本ランカー）
- 長島謙吾（元ウェルター級日本ランカー、キックボクサー長島☆自演乙☆雄一郎の実弟）
- 十二村喜久（元スーパーウェルター級日本ランカー）
- 下川原雄大（元ミドル級日本ランカー）
- 加藤善孝（元日本ライト級王者、元OPBF東洋太平洋ライト級王者）
- 坂本大輔（元日本ウェルター級暫定王者）
- 細谷大希（元ライトフライ級日本ランカー）
- 阪下優友（元WBOアジア太平洋フライ級王者）
- 太尊康輝（元OPBF東洋太平洋ミドル級王者、元WBC世界ユースミドル級王者、2013年全日本ミドル級新人王）
- 中川麦茶（元スーパーバンタム級日本ランカー、元WBA-AsiaEASTスーパーバンタム級王者）
- 渡部 あきのり（第50代日本ウェルター級王者、第37代OPBF東洋太平洋ウェルター級王者、第17代PABAスーパーウェルター級王者、元日本スーパーウェルター級暫定王者、第37代OPBF東洋太平洋スーパーウェルター級王者）
- 藤本京太郎（元K-1ヘビー級王者、第2代日本ヘビー級王者、第21代OPBF東洋太平洋ヘビー級王者、元WBOアジア太平洋ヘビー級王者）
- 大橋健典（第62代日本フェザー級王者)
- 斎藤一貴（元ライト級日本ランカー）
- 長濱陸（2015年全日本ミドル級新人王、第41代OPBF東洋太平洋ウェルター級王者）
- 今野裕介（元スーパーライト級日本ランカー、元WBAアジアスーパーライト級王者）
- 中川抹茶（元バンタム級日本ランカー、初代日本バンタム級ユース王者）
- 佐藤剛（元ライトフライ級日本ランカー）
- 福本祥馬（元ミドル級日本ランカー）
- 細川バレンタイン（第40代日本スーパーライト級王者）
- 粕谷雄一郎（2014年全日本スーパーフェザー級新人王、元日本同級ランカー）
- 岡田博喜（第38代日本スーパーライト級王者、元WBOアジア太平洋スーパーライト級王者）
- 粉川拓也（第53代・第55代日本フライ級王者、第31代OPBF東洋太平洋スーパーフライ級王者）
- 福永亮次（2016年全日本スーパーフライ級新人王、現日本・OPBF東洋太平洋・WBOアジアパシフィックスーパーフライ級王者）